# Marc Chesneau
 (septembre 2024).
Marc Chesneau est un poète français né le 15 juin 1899 à Rouen et mort le 8 décembre 1980 à Stockholm.

## Biographie
Quelque peu vichyste, il trouva en 1944 refuge à Stockholm, où il travailla comme lecteur à l’Alliance française et comme enseignant de la littérature et civilisation française.
Chesneau est connu pour ses œuvres poétiques, dont certaines incluent “Reflets dans l’âme” (1942) et “Sortilèges de la paix chantante” (1938). Il a également écrit des introductions pour d’autres auteurs et a contribué à la promotion de la culture française en Suède.

## Œuvres
- Jean Bruneau (préf. Marc Chesneau), Au clair de ma muse, 1974
- Troisième fragment du Journal poétique d'une âme, 1971
- Second fragment du "Journal poétique d'une âme", 1967
- Fragment du Journal poétique d'une âme, 1964
- Emile Bernard, 1959
- L'Ame dévorante, 1950 par raymond lafaye, préface de marc chesneau.
- Jean Vandamme (préf. Marc Chesneau), Le jardin de mes rêves, 1945
- Reflets dans l'âme, 1942)poèmes comprenant: Ma Normandie, berceau du printemps, Statues pour un parc abandonné, Aubes et présences, Nordiques
- Sortilèges de la paix chantante, poèmes, 1938
- Enfantines, menue musique, 1935
- Chant en l'honneur de la vie, 1932
- La Minute éblouie. Esquisse symphonique avec chœur. Le Jardin de Rêveline, poèmes, 1931
- Les Ailes libres : Les Moissons éperdues, les Fleurs ensoleillées, Poèmes à Rêveline, Ombres sur la source, 1928